# Station Elzele
Station Ellezelles is een voormalig spoorwegstation langs spoorlijn 82 (Aalst - Elzele) en spoorlijn 87 (Doornik - Zullik) in de gemeente Elzele
0,0: Aalst ·
2,1: Aalst-Kerrebroek ·
4,2: Vijfhuizen ·
6,5: Erpe-Mere ·
9,0: Bambrugge ·
10,0/11,2: Burst ·
13,0: Terhagen ·
14,3: Herzele ·
16,0: Hillegem ·
17,6: Leeuwergem ·
20,2: Zottegem ·
2,3: Rozebeke ·
3,6: Michelbeke ·
7,7: Nederbrakel ·
10,7: Opbrakel ·
12,7: Vloesberg-Bos ·
15,6: Queneau ·
16,3: Rigoudrie ·
17,9: Elzele ·
23,0: Marijve ·
24,0: Ronse
0,0: Zullik ·
3,2: Bois de Lessines ·
6,0: Woelingen ·
8,1: Lessen-Carrières ·
9,9: Lessen ·
12,0: Ghoy ·
15,1: Ogy ·
19,1: Flobecq ·
20,9: Flobecq-Planche ·
22,0: Rigoudrie ·
24,1: Elzele ·
29,2: Maryve ·
30,2: Ronse ·
31,2: Leuzensesteenweg ·
33,7: Tribury ·
35,0: Rozenaken ·
37,0: Amougies ·
40,3: Schalafie ·
42,0: Celles-Schalafie ·
45,2: Pottes ·
48,7: Herinnes Warcoing ·
50,9: Pecq ·
53,1: Leancourt ·
54,0: Obigies ·
57,2: Kain ·
60,0: Doornik